# Boronia anemonifolia
Boronia anemonifolia là một loài thực vật có hoa trong họ Cửu lý hương. Loài này được Paxton mô tả khoa học đầu tiên năm 1842.